# Kapr na modro
Kapr na modro je způsob úpravy kapra nebo i jiných sladkovodních ryb, který spočívá v povaření ryby ve vodě s octem, díky němuž získá ryba namodralou barvu. V Česku je typický kapr povařený společně s octem a kořenovou zeleninou.

## Charakteristika
Při této úpravě je nutné brát ohled na to, aby nebyla poškozena kůže ryby a aby byla ryba spíše pošírována než vařena. Do vody se obvykle přidává ocet, někdy i víno nebo citronová šťáva, aby ryba získala namodralou barvu. V Česku bývá obvykle kapr povařený společně s kořenovou zeleninou a jako příloha se typicky podávají vařené brambory.